# نقطه‌های عطف سامانه اقلیمی

عناصر عطف احتمالی در سامانه آب و هوایی زمین.

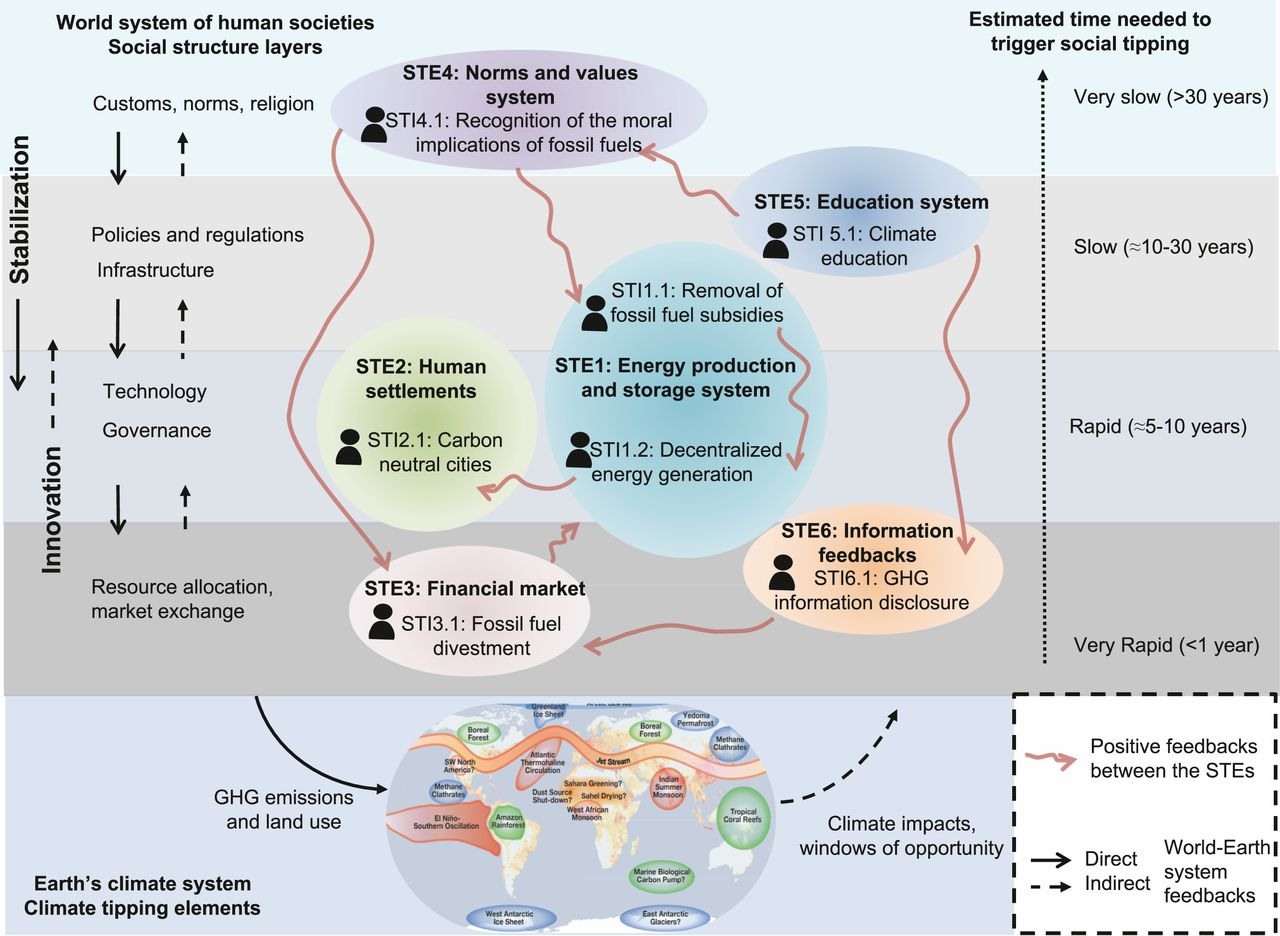
اثرات متقابل نقاط عطف سامانه آب و هوایی (پایین) با نقاط عطف مرتبط در سامانه اقتصاد اجتماعی (بالا) در مقیاس‌های زمانی گوناگون.

نقطه‌های عطف سامانه آب و هوایی (به انگلیسی: Tipping points in the climate system)، نقطه ای است که گذر از آن می‌تواند به پیامدهای بزرگ و اغلب برگشت‌ناپذیر در سامانه آب و هوایی بینجامد؛ در سامانه آب و هوایی زمین، اکوسیستم‌ها و سامانه‌های انسانی، نقاط عطف بالقوه ای یافت شده‌اند.
گذر از نقاط عطف حتی ممکن است در دوران پیش از صنعتی نیز با افزایش اندک دمای جهانی به میزان ۱٫۵ تا ۲ درجه سانتیگراد ناشی از گرمایش جهانی کنونی رخ دهد. دانشمندان اقلیم‌شناسی بیش از دوازده نقطه احتمالی عطف را شناسایی کرده‌اند. اگر گذر از نقطه عطف در یک سامانه رخ دهد می‌تواند آبشاری از رخداد نقاط عطف دیگر باشد. یکی از این آبشارها می‌تواند جهان را به وضعیت زمین گلخانه ای با دمایی ۴ یا ۵ درجه سانتیگراد بالای دوران پیش از صنعتی، منتقل کند.
اجزا در مقیاس بزرگ سامانه زمین که ممکن است از نقطه عطف بگذرند، عناصر عطف نامیده می‌شوند. عناصر عطفی که در یخسار جنوبگان و یخسار گرینلند یافت می‌شوند، عناصری هستند که با گذر از نقطه عطف می‌توانند ده‌ها متر افزایش سطح آب دریاها را به دنبال داشته باشند. این نقاط عطف همیشه ناگهانی نیستند، برای نمونه در یک سطح افزایش دمایی، ذوب بخش بزرگی از یخسار گرینلند و یخسار جنوبگان باختری گریز ناپذیر خواهد شد ولی یخسار ممکن است برای قرن‌ها باقی بماند. برخی از عناصر عطف مانند فروپاشی اکوسیستم به گونه ای همیشگی بازگشت‌ناپذیر هستند.